# 柳林镇 (郑州市)
柳林镇 ，是中国河南省郑州市金水区下辖的一个乡镇级行政单位。

## 行政区划
柳林镇 共辖以下地区：
二十一世纪社区、风雅颂社区、新田社区、沙门村、王马庄村、柳林村、高皇寨村、路砦村、刘庄村、杓袁村、杨槐村、河村、周庄村、新庄村、马头岗村、大贺庄村、小贺庄村、马林村、徐庄村、唐庄村、安庄村。